# Johanna Elisabeth von Schmerfeld

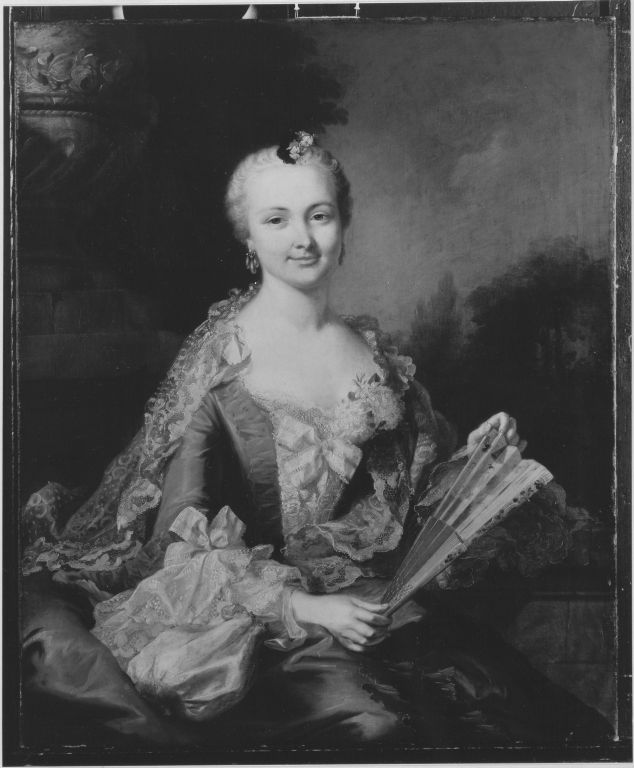
Johann Heinrich Tischbein d. Ä.: Johanna Elisabeth von Schmerfeld, um 1755/60 (Alte Pinakothek, München, Inv.-Nr. 10002)

Johanna Elisabeth von Schmerfeld (geb. Schwarzenberg; * 23. Februar 1749 in Kassel; † 12. April 1803 in Kassel oder Hanau) war eine deutsche Landschaftsmalerin im Umfeld der Künstlerfamilie Tischbein in Kassel.

## Leben
Johanna Elisabeth Schwarzenberg wurde 1749 als Tochter eines landgräflichen Bergrates in Kassel geboren und heiratete 1769 Johann Daniel von Schmerfeld, einen Juristen, der später Regierungsrat wurde. Sie gebar 1774 und 1776 zwei Kinder – die Tochter Jeanette (Wilhelmine) und den Sohn Johann Daniel, der später Zeichner wurde.
Sie gilt als Schülerin Johann Heinrich Tischbeins des Älteren, der sie auch mehrfach malte. Gemälde der „Regierungsräthin Schmerfeld“ wurden ab 1777 auf der Ausstellung der Kasseler Kunstakademie gezeigt, in zeitgenössischen Berichten hoch gelobt und auch mit Arbeiten von Tischbein-Schülern wie Friedrich Georg Weitsch verglichen.
In der Gedenkrede von Gustav Casparson zum Tod Tischbeins wurde sie explizit als „herrliche Landschaftsmalerin aus der Tischbeinschen Schule“ bezeichnet. 1813 schrieb Füsslis Künstlerlexikon, dass sie mit „vieler Geschicklichkeit“ Landschaften im Stile Claude Lorrains malte.
Über Johanna Elisabeth von Schmerfeld – ihr Ehemann wurde 1793 zum geheimen Regierungsrat ernannt – ist in Folge wenig Biografisches bekannt, Stationen ihres Mannes waren noch Nenndorf und Hanau. Sie starb 1803, je nach Beleglage in Kassel oder Hanau.
Eine ihr zugewiesene, aber rückseitig mit dem Namen ihrer Tochter Wilhelmine gekennzeichnete Landschaftszeichnung „Gesellschaft im Park (in arkadischer Landschaft)“ war 2016 im Besitz der Galerie Fach in Frankfurt.